# Ciudad Pemex
Ciudad Pemex es una localidad del municipio de Macuspana, en el estado mexicano de Tabasco.  Fue fundada en 1958 por Petróleos Mexicanos (Pemex) como un asentamiento para albergar a los trabajadores y las instalaciones de la empresa, específicamente el Complejo Procesador de Gas "Ciudad Pemex".

## Toponimia
El nombre de la ciudad proviene de Petróleos Mexicanos (Pemex), la empresa estatal petrolera mexicana, que fundó la localidad para sus trabajadores.

## Geografía
Ciudad Pemex se encuentra a 18 km de la cabecera municipal, Macuspana, y a 58 km de la capital del estado, Villahermosa.  Se ubica en una zona de relieve plano y pantanoso, a una altitud de 10 m s. n. m..  La localidad está junto al Complejo Procesador de Gas "Ciudad Pemex", una de las instalaciones más importantes de la región para el procesamiento de gas.

## Historia
La ciudad fue fundada en 1958 por Petróleos Mexicanos como un asentamiento planificado. Las coordenadas para la ubicación del "Proyecto Ciudad Pemex" fueron establecidas por el ingeniero topógrafo Roberto Edmundo Carrillo Perea. Originalmente, la zona pertenecía a la Ranchería Limón Primera Sección Sector B.

## Demografía
Según el Censo de Población y Vivienda de 2020 del INEGI, Ciudad Pemex tiene una población de 4601 habitantes. La población está compuesta tanto por habitantes originarios de la región como por personas provenientes de otras partes de México, atraídas por las oportunidades de empleo en la industria petrolera.

## Economía
La economía de Ciudad Pemex está estrechamente ligada a la industria petrolera.  El Complejo Procesador de Gas "Ciudad Pemex" es uno de los principales productores de gas y azufre de México, y desde allí se suministra gas a la Península de Yucatán y al centro del país.

## Infraestructura
Ciudad Pemex cuenta con servicios públicos como agua potable, drenaje, alumbrado público, recolección de basura, parques, unidades deportivas, mercado, seguridad pública y transporte.  También dispone de servicios privados como telefonía fija y móvil, internet, bancos y televisión por cable y satélite.

### Salud
La localidad cuenta con un centro de salud, una unidad médica del IMSS y un hospital general de Petróleos Mexicanos, además de diversos consultorios y laboratorios privados.

### Base Aérea
Ciudad Pemex alberga la Base Aérea Militar No. 16 de la Fuerza Aérea Mexicana.

## Comunicaciones
La principal vía de acceso a Ciudad Pemex es la carretera estatal El Portón-Jonuta, que la conecta con Villahermosa, Macuspana y Jonuta.  También existen ramales carreteros que comunican a la localidad con otras poblaciones del municipio.